# Hvalsey
Hvalsey (o Hvalsø o Qaqortukukooq) è un antico insediamento vichingo; appartiene al comune di Kujalleq. Ospita alcune delle rovine meglio conservate della colonizzazione vichinga della Groenlandia e si trova in quello che i coloni norvegesi chiamarono Insediamento Orientale. Fu fondato intorno all'anno 1000 e divenne uno dei più importanti centri dell'isola. Qui nella Chiesa di Hvalsey nel 1408 si sposarono Þorsteinn Ólafsson e Sigríður Björnsdóttir: l'atto ufficiale del matrimonio è l'ultima testimonianza della presenza vichinga in Groenlandia; dopo, tutta la popolazione europea che viveva sull'isola (più di 500 persone) sparì misteriosamente e quando una nave tedesca tornò lì intorno al 1540 trovò gli insediamenti disabitati.
Qaqortukukooq è una delle cinque località groenlandesi che costituiscono il sito patrimonio mondiale dell'umanità Kujataa in Groenlandia: agricoltura nordica e inuit al bordo della calotta glaciale, iscritto dall'UNESCO nel 2017.